# Feralpisalò

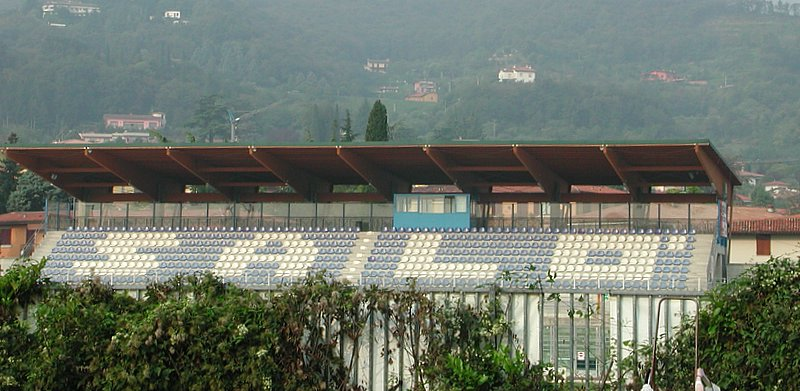
Sân vận động Lino Turina

FeralpiSalò là một câu lạc bộ bóng đá Ý có trụ sở tại Salò, vùng Bologna và cũng đại diện cho thị trấn Lonato del Garda, vùng lân cận.
Câu lạc bộ hiện đang chơi ở Serie B,giải hạng hai của bóng đá Ý.

## Lịch sử
Câu lạc bộ được thành lập vào mùa hè năm 2009, từ sự hợp nhất giữa hai câu lạc bộ đến từ Serie D:
- AC Salò của Salò, được thành lập năm 1985, với tên AC Salò Benaco và được đổi tên từ năm 2001,
- AC Feralpi Lonato của Lonato del Garda, được thành lập vào năm 1980, với tên AC Lonato và được đổi tên từ năm 1985.[1]

Vào ngày 12 tháng 8 năm 2009, câu lạc bộ đã thi đấu tại Lega Pro Seconda Divisione  thay cho Pistoiese do không được thừa nhận.
Trong mùa 2010-11 từ Lega Pro Seconda Divisione nhóm A, lần đầu tiên câu lạc bộ được thăng hạng lên Lega Pro Prima Divisione thông qua vòng playoffs.

## Màu sắc và huy hiệu
Màu sắc của đội là xanh dương và xanh lá cây: đại diện cho Salò và Feralpi Lonato.

## Cầu thủ

### Đội hình hiện tại
Tính đến ngày 1/2/2024
Ghi chú: Quốc kỳ chỉ đội tuyển quốc gia được xác định rõ trong điều lệ tư cách FIFA. Các cầu thủ có thể giữ hơn một quốc tịch ngoài FIFA.
| Số | VT | Quốc gia | Cầu thủ                                 |
| -- | -- | -------- | --------------------------------------- |
| 1  | TM | Ý        | Semuel Pizzignacco                      |
| 2  | HV | Ý        | Gabriele Ferrarini (mượn từ Fiorentina) |
| 3  | HV | Ý        | Mattia Tonetto                          |
| 4  | HV | România  | Marcus Păcurar                          |
| 6  | TĐ | Ý        | Luca Giudici                            |
| 7  | TV | Ý        | Davide Voltan                           |
| 8  | TV | Ý        | Davide Balestrero                       |
| 9  | TĐ | Croatia  | Karlo Butić                             |
| 10 | TĐ | Ý        | Davide Di Molfetta                      |
| 11 | TĐ | Litva    | Edgaras Dubickas (mượn từ Pisa)         |
| 14 | TĐ | Ý        | Mattia Compagnon (mượn từ Juventus)     |
| 16 | TV | Ý        | Luca Fiordilino (mượn từ Venezia)       |
| 17 | HV | Bulgaria | Dimo Krastev (mượn từ Fiorentina)       |
| 18 | TM | Ý        | Luca Liverani                           |
| 19 | HV | Ý        | Alessandro Pilati                       |
| 20 | TV | Ý        | Mattia Zennaro                          |

| Số | VT | Quốc gia | Cầu thủ                                 |
| -- | -- | -------- | --------------------------------------- |
| 21 | TV | Ý        | Federico Carraro                        |
| 23 | HV | Ý        | Luca Ceppitelli                         |
| 25 | TĐ | Ý        | Marco Sau                               |
| 27 | TV | România  | Denis Hergheligiu                       |
| 28 | TĐ | Ý        | Giacomo Manzari (mượn từ Sassuolo)      |
| 29 | HV | Ý        | Mauro Verzeletti                        |
| 39 | TV | Hy Lạp   | Christos Kourfalidis (mượn từ Cagliari) |
| 61 | TM | Ý        | Giacomo Volpe                           |
| 66 | HV | Ý        | Federico Bergonzi (mượn từ Atalanta)    |
| 70 | TV | Haiti    | Christopher Attys (mượn từ Trento)      |
| 77 | TĐ | Albania  | Brayan Gjyla                            |
| 87 | HV | Ý        | Bruno Martella (mượn từ Ternana)        |
| 91 | TĐ | Ý        | Andrea La Mantia (mượn từ SPAL)         |
| 94 | HV | Ý        | Gaetano Letizia (mượn từ Benevento)     |
| 97 | TĐ | Ý        | Mattia Felici (mượn từ Triestina)       |
| 99 | TV | Ý        | Alessandro Pietrelli                    |

### Cho mượn
Ghi chú: Quốc kỳ chỉ đội tuyển quốc gia được xác định rõ trong điều lệ tư cách FIFA. Các cầu thủ có thể giữ hơn một quốc tịch ngoài FIFA.
| Số | VT | Quốc gia | Cầu thủ                                       |
| -- | -- | -------- | --------------------------------------------- |
| —  | HV | Ý        | Michele Camporese (tại Cosenza đến 30/6/2024) |
| —  | HV | Ý        | Christian Dimarco (tại Gubbio đến 30/6/2024)  |
| —  | TV | Ý        | Andrea Franzolini (tại Legnago đến 30/6/2024) |

| Số | VT | Quốc gia | Cầu thủ                                        |
| -- | -- | -------- | ---------------------------------------------- |
| —  | TV | Ý        | Mattia Musatti (tại Fiorenzuola đến 30/6/2024) |
| —  | TV | Ý        | Pietro Santarpia (tại Pro Sesto đến 30/6/2024) |